# Deșertul Chihuahua

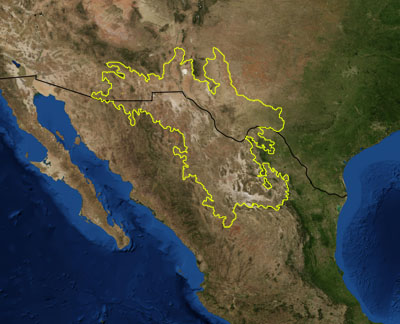
Deşertul Chihuahua, surprins pe o imagine satelit furnizată de NASA. Ecoregiunile sunt delimitate conform clasificării făcute de World Wide Fund for Nature. Granița Statele Unite - Mexic este indicată printr-o linie neagră.

Deșertul Chihuahua, în spaniolă Desierto de Chihuahua, respectiv Chihuahuan Desert  în engleză, este un deșert care se întinde în partea nord-estică a Mexicului, respectiv în partea central sudică a Statelor Unite ale Americii.  Cu o suprafață totală de aproximativ 362.600 km² (sau circa 140,000 mile pătrate), Deșertul Chihuahua este cel de-al treilea deșert ca suprafață din emisfera nordică, respectiv cel de-al doilea ca mărime din America de Nord după Deșertul Marelui Bazin. 
În partea mexicană, cea mai întinsă, deșertul acoperă partea nordică a statului Chihuahua, cea mai mare parte a statului Coahuila, partea nord-estică a statului Durango, respectiv partea extrem nordică a statului Zacatecas și mici porțiuni din vestul statului Nuevo León. 
În partea sa nordică, a Statelor Unite, Deșertul Chihuahua ocupă văile și bazinele din partea sudică și centrală ale statelor New Mexico și Texas, la vest de Pecos River, respectiv o zonă relativ semnificativă din sud-estul statului Arizona.

## Geografie

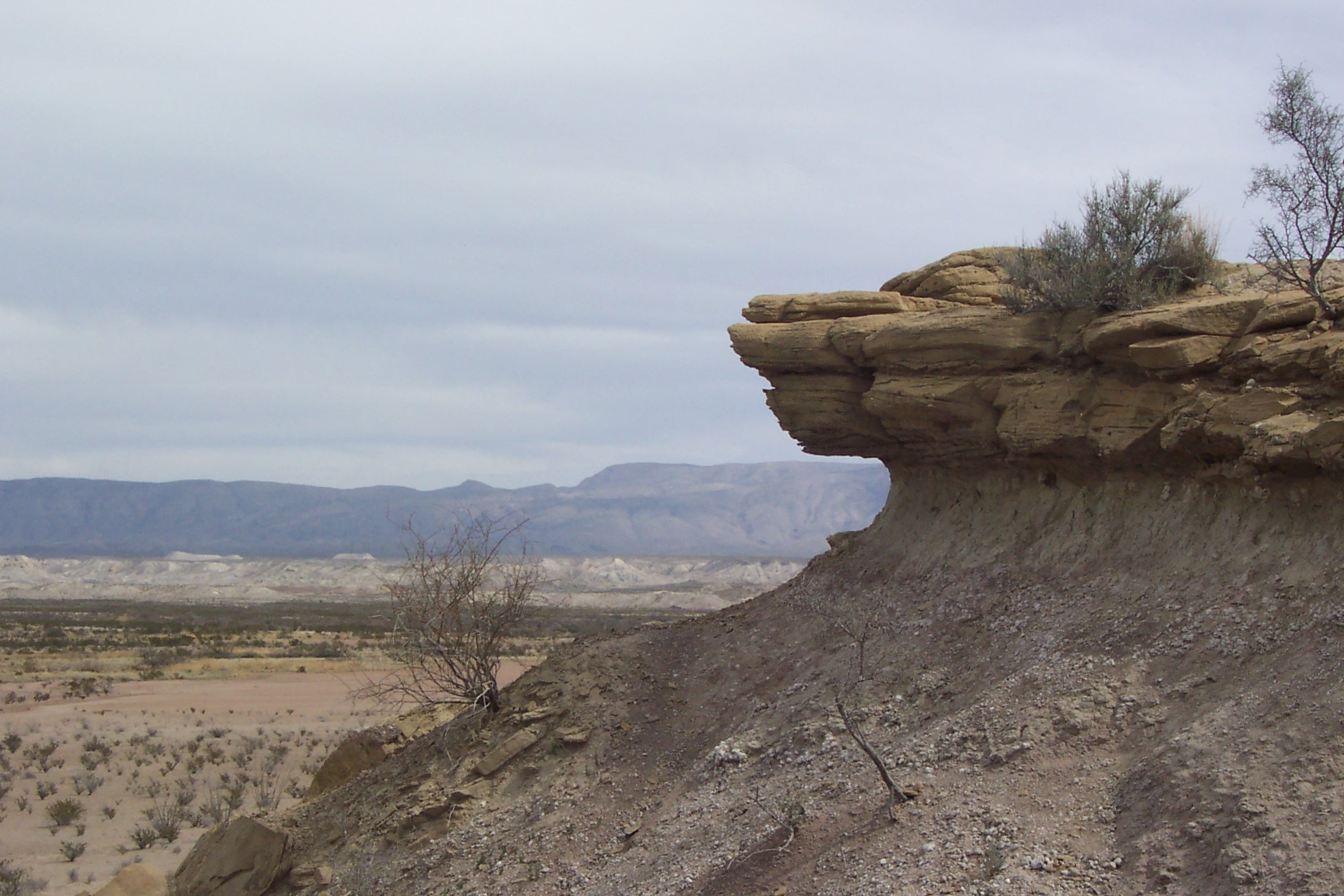

Cea mai mare parte a teritoriului deșertului Chihuahua constă din bazine hidrografice întrerupte de numeroase lanțuri montane de dimensiuni mici și medii, care sunt numite în literatura de specialitate de limbă engleză en  sky islands, corespunzând denominării în română de insule ale cerului. 
Câteva dintre aceste lanțuri montane cuprind munții Sierra Madre, lanțul Sierra del Carmen, mini-grupele montane Sacramento, Sandia-Manzano și Magdalena-San Mateo, respectiv munții Chisos, Guadalupe și Davis.  Aceste micro-lanțuri sau mini-grupări montane creează adesea ceea ce se numesc insule ale cerului, în original "sky islands", al căror micro-climat este mai rece și mai umed decât al deșertului înconjurător.  Ca atare, aceste zone de altitudini mai ridicate sunt zone în care flora prezintă un amestec de conifere și de foioase, care sunt tipice climei temperate. 
Deșertul Chihuahua se găsește la o altitudine medie mai mare decât cea la care se găsește Deșertul Sonora, aflat la vestul și la nord-vestul acestuia.  Variind în altitudine între 600 m și 1.675 m (sau, în unități de măsură anglo-saxone, între 1,970 - 5,500 picioare), deșertul Chihuahua are un climat puțin mai blând în timpul verii decât "vecinul" său, Deșertul Sonora, deși temperaturile obișnuite din iunie sunt 35 - 40 °C (sau 95 - 104 °F). In timpul iernii, temperatura variază de la moderat la rece, depinzând de altitudine si de ferocitatea vânturilor nordice. Precipitațiile sunt oarecum mai abundente decât în partea sudică a Marelui Bazin, respectiv a deșertelor Sonoran și Mojave, totusi precipitatiile sunt sub 25 cm/an, cea mai mare parte a ploilor căzând in timpul musonului estival. Zăpada nu este o excepție, dar este întâlnită doar la altitudini mai mari.
Deșertul Chihuahua  este o ecoregiune, care nu a beneficiat de multe explorări și studii. În consecință, nu a fost clasificat și nici nu are subdiviziuni delimitate, așa cum are Deșertul Sonoran aflat la vestul său.
Puține zone ale deșertului sunt și zone urbane; cea mai mare este Ciudad Juárez cu aproape 2 milioane locuitori, învecinată cu El Paso, Chihuahua și Torreón, care deși au un număr mai scăzut de locuitori, manifestă o tendință de creștere a populației.
Las Cruces și Roswell, ambele din statul New Mexico, sunt alte orașe importante din această ecoregiune, de asemenea în expansiune.
Potrivit World Wide Fund for Nature, Deșertul Chihuahua este probabil cel mai diversificat deșert din lume, din punct de vedere al bogației speciilor endemice sau ne-endemice, deși de-a lungul timpului a fost sever degradat și neprotejat. Foarte multe din specii native de plante au fost înlocuite cu tufele crepe. Lupul mexican, care se întâlnea foarte des, fiind un factor important al echilibrului biologic, a fost stârpit. Una din cauzele principale a acestei degradări a constituit-o pășunatul. 

## Floră

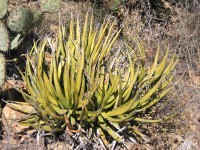
Lechuguilla—one of the indicator plants of the Chihuahuan desert

Vedeți, Agave, Creosote bush, Lechuguilla, Mesquite, Prickly pear, Sotol, Yucca, Grasses

## Faună
Printre speciile care încă sunt parte a eco-sistemului se numără liliacul fără coadă (big free-tailed bat), coiotul (coyote), vipera cu spate de diamant (diamondback rattlesnake}, șobolanul-cangur (kangaroo rat), roadrunner, liliacul vampir (vampire bat), etc.

## Conexiuni externe
- en  Chihuahuan Desert images at bioimages.vanderbilt.edu (slow modem version)
- en  Pronatura Noreste in the Chihuahuan Desert[nefuncțională]